# Ardimentoso (torpilleur)
Le Ardimentoso (fanion « AZ/AT ») était un torpilleur italien de la classe Ciclone lancé en 1942 pour la Marine royale italienne (en italien : Regia Marina).

## Construction et mise en service
Le Ardimentoso est construit par le chantier naval Cantiere navale di Sestri Ponente (Ansaldo) de Sestri Ponente en Italie, et mis sur cale le 18 juin 1941. Il est lancé le 27 juin 1942 et est achevé et mis en service le 17 décembre 1942. Il est commissionné le même jour dans la Marine royale.

## Histoire du service

### Seconde Guerre mondiale
Unité moderne de la classe Ciclone, conçue spécifiquement pour escorter les convois sur les dangereuses routes d'Afrique du Nord, le torpilleur Ardimentoso est entré en service à la mi-décembre 1942, alors que la guerre des convois pour la Libye se terminait et que la des convois pour la Tunisie commençait.
Après la livraison à la Marine royale, l'unité a été affectée au IIIe Escadron de Torpilleurs et envoyée à La Spezia pour effectuer la formation initiale et terminer l'installation d'une partie de l'armement et des équipements de tir. Du 9 décembre 1942 au 24 mars 1943, en effet, le navire a effectué un total de 16 missions d'entraînement dans les eaux de La Spezia (les 9 et 10 décembre 1942, les 2, 4, 5, 10, 14, 16, 18, 21, 22, 23 et 26 janvier 1943 et les 16, 18 et 24 mars), interrompues seulement par une mission d'escorte du navire Italia de Gênes à La Spezia, le 18 janvier,.
La véritable activité de guerre de l'unité ne commence qu'en avril 1943 avec des missions d'escorte et de ravitaillement en Tunisie, dans la phase finale de la guerre des convois.
Le 5 avril, le Ardimentoso se déplace de La Spezia à Livourne et le même jour, il quitte le port toscan pour sa première mission d'escorte, auprès du navire à moteur Tommaseo à destination de Bizerte,. Le 12 avril, le torpilleur escorte le bateau à moteur Tommaseo dans son voyage de retour de Bizerte à Naples, évitant l'attaque de 9 bombardiers (qui ont plutôt attaqué 14 radeaux à moteur naviguant sur la route opposée au convoi),.
Les 17 et 19 avril, le navire escorte le navire à moteur Pierre Claude de Naples à Trapani et de Trapani à Bizerte,.
Le 21 avril, le torpilleur escorte le navire à moteur Foscarini de Bizerte à Trapani, mais le navire marchand est torpillé et coulé par un sous-marin le torpilleur n'a plus qu'à recueillir les passagers naufragés.
Le 23 avril, le Ardimentoso, en transfert de Trapani à Bizerte, est attaqué par douze bombardiers britanniques, réussissant à abattre l'un d'entre eux,.. Le lendemain, alors qu'il revient de Bizerte à Naples en escortant le Pierre Claude, le navire est bombardé et mitraillé par 30 avions,. Le même jour, le Ardimentoso endommage lourdement un sous-marin ennemi,.
Le 27 avril, le navire passe de Naples à Gaète et le 3 mai, il effectue une mission d'entraînement au large de Gaète, puis, le lendemain, il passe à Pouzzoles, d'où il part le 5 mai pour escorter le Tommaseo de Pouzzoles à Trapani, puis le 6 mai, de Trapani à Catane,.
Après la chute de la Tunisie aux mains des Anglo-Américains, qui se produit dans la première moitié de mai 1943, le torpilleur est utilisé pour protéger le trafic dans la mer Tyrrhénienne moyenne et inférieure.
Le 7 mai, le Ardimentoso se déplace de Catane à Tarente, partant le lendemain pour escorter le pétrolier Carnaro à Augusta. Le 12 mai, il escorte d'Augusta à Tarente le ferry Messina en évitant une attaque aérienne, tandis que les 21 et 23 mai ont lieu deux autres missions d'escorte, la première de Tarente à Messine et la seconde de Messine à Gaète, des steamers Adernò (21 mai) et Langangher (23 mai),.
Du 26 mai au 2 juin, le torpilleur effectue trois missions de transfert entre Gaète, Pouzzoles et Porto Santo Stefano. Les 3 et 4 juin, le Ardimentoso escorte le vapeur Gonneville de Porto Santo Stefano à Pouzzoles et de Pouzzoles à Catane/Messine, tandis que le 6 juin, il escorte les vapeurs Carmela et Bottiglieri de Messine à Naples,.
Le 14 juin, l'unité a effectué une mission d'entraînement dans les eaux de Naples puis le 15 juin, agit pour une mission de ratissage anti-sous-marin avancé pour le convoi "Ardito"-"Carbonello", tandis que le 16 juin elle a escorté de Pouzzoles à Messine le vapeur Iris. Le 19 juin, le Ardimentoso accomplit une mission de transport de gasoil de Messine à Augusta, puis, après être revenu à Messine, le 20 juin il escorte le transport Vallelunga, à Trapani.
Le 21 juin le torpilleur se rend à Palerme et dans la journée il part escorter à Naples le Pierre Claude, puis, après s'être déplacé à Pouzzoles le 22 juin, le 25 juin il escorte à Augusta les vapeurs Siena et Pescara,. Le 27 juin, le Ardimentoso est envoyé à Tarente, d'où il escorte les 7 et 8 juillet le navire à moteur Valfiorita de Tarente à Messine, puis, quittant Messine avec le navire à moteur, il est attaqué par un sous-marin: le Valfiorita est touché et coule, tandis que le torpilleur effectue une chasse anti-sous-marine infructueuse,.
Le 10 juillet, le Ardimentoso effectue une mission de ratissage anti-sous-marin dans les eaux de Messine, tandis que deux jours plus tard, il escorte le vapeur Adernò de Messine à Palerme, puis les vapeurs Cosenza et Carmela de Palerme à Salerne. Au cours de cette seconde mission, le convoi subit deux attaques aériennes, avec mitraillage et attaque de torpilleurs, qui coulent le Cosenza, tandis que le torpilleur abat deux des avions ennemis,.
Les 14 et 18 juillet, le torpilleur se déplace de Salerne à Pouzzoles puis à Palerme, d'où il repart le 19 juillet pour revenir à Pouzzoles en escortant les vapeurs Adernò et Gonneville,. Le 21 juillet, il escorte de Pouzzoles à Messine le navire à moteur Alfieri, échappant à une attaque de sous-marins, tandis que le 22 il escorte de Messine à Pouzzoles le vapeur Tivoli. Les 8 et 11 août, il sort de Palerme pour escorter le vapeur Aversa, mais il doit dans les deux cas rentrer au port,.
Le 12 août, le navire effectue une mission d'entraînement au large de Pouzzoles, et trois jours plus tard, il quitte le port de Campanie pour escorter les vapeurs Aversa et Pertusola à La Maddalena, échappant ainsi à une attaque nocturne de bombardiers-torpilleurs. Le 18 août, il escorte à nouveau le Aversa puis, le même jour, les vapeurs Abruzzi et Santa Chiara de La Maddalena à Bastia,. Le 20 août, il escorte de Bastia à La Spezia les vapeurs Cassino et Anagni, puis le 23 août, de La Spezia à Bastia les vapeurs Menfi et Altamura, puis le lendemain encore le Menfi et Altamura en navigation de retour, enfin le 25 août de La Spezia à Gênes le pétrolier Lagangher,.
Le 27 août, le Ardimentoso retourne à La Spezia et le 29, il escorte de La Spezia à Bastia, puis de Bastia à La Spezia, les paquebots Cassino et Anagni,.. Entre le 29 et le 31 août, le torpilleur effectue trois missions de transfert entre La Spezia et Marina di Carrara,.
Le 1er septembre, le navire escorte le Menfi de Marina di Carrara à Bastia, et le lendemain sur la route de retour; les 6 et 7 septembre, il escorte le Cassino et le Altamura sur les mêmes routes,.. Le 8 septembre, le torpilleur se déplace à La Spezia ,.
Au total, du 9 décembre 1942 au 9 septembre 1943, le torpilleur a accompli 84 missions de guerre (42 d'escorte, 20 de transfert, 19 d'entraînement, deux de lutte anti-sous-marine, une de transport) couvrant un total de 14 989 milles nautiques (27 759 km),.
À l'annonce de l'armistice du 8 septembre 1943 (armistice de Cassibile), le Ardimentoso, sous le commandement du capitaine de corvette (capitano di corvetta) Domenico Ravera, se trouvait à La Spezia pour des travaux de maintenance.
À minuit, il reçoit l'ordre de partir avec d'autres torpilleurs pour escorter les cuirassés Roma, Vittorio Veneto et Italia vers La Maddalena, en passant devant la Corse. Le Ardimentoso ne peut pas partir à cause d'une chaudière cassée. Au matin, le commandant de l'Arsenal est monté à bord et a ordonné au navire de partir ou d'être dynamité sur place. L'équipage a mis sous pression l'unique chaudière, et le Ardimentoso a traversé le Golfe en direction de Lerici pour trouver un endroit sur la côte où ils pourraient débarquer leurs hommes et ensuite faire exploser le navire. Soudain, une communication est donnée pour rejoindre Bastia où se trouve le torpilleur Ardito. En inversant sa course et en réussissant à pressuriser l'autre chaudière, le Ardito a pu aller plus vite. Il n'est plus en contact avec personne, mais au bout d'une heure, une autre communication, qui indique - de façon erronée - qu'à Bastia le Ardito est coulé par des batteries côtières et trois torpilleurs allemands, lui fait changer de cap pour Portoferraio sur l'île d'Elbe.
Le Ardimentoso se dirige vers Portoferraio où il reste pendant deux jours. Le matin du 11 septembre, le navire quitte Portoferraio avec six autres torpilleurs (dont les navires-jumeaux (sister ships) Indomito, Animoso, Aliseo et Fortunale) et se dirige vers Palerme, un port contrôlé par les Alliés, où le groupe arrive à dix heures le matin du 12 septembre,. Les navires sont restés à l'ancre du 12 au 18 septembre, date à laquelle ils sont entrés dans le port et ont reçu de l'eau et des provisions des Américains. Pendant l'escale à Palerme, le navire Ardimentoso a été soumis à des travaux urgents sur les machines. Le 20 septembre 1943, le navire quitte le port sicilien avec plusieurs autres unités et se rend à Malte, où il livre une partie des provisions reçues aux autres navires italiens déjà arrivés dans l'île. Entre ce jour et le 5 octobre, le Ardimentoso se déplace à trois reprises entre La Valette et Marsa Scirocco,, puis, le 5 octobre, le navire, ses jumeaux et trois autres torpilleurs quittent Malte et rentrent en Italie, à Tarente.
Les 17, 19 et 21 décembre, le Ardimentoso effectue trois missions d'entraînement dans les eaux de Tarente, tandis que le 30 décembre, il quitte le port des Pouilles et se rend à Augusta,.
Pendant la cobelligérance, le navire est employé dans le service d'escorte entre les ports nationaux, effectuant une quarantaine de missions d'escorte auxquelles il faut ajouter deux liaisons spéciales avec les lacs amers, où les cuirassés Italia et Vittorio Veneto avaient été internés. Contrairement aux autres unités, ces navires n'ont pas participé aux activités cobelligérantes et ne sont rentrés en Italie qu'à la fin du conflit. Pendant la cobelligérance, le navire a également effectué huit missions spéciales le long des côtes de l'Albanie et de la Grèce.
Le 1er janvier 1944, le Ardimentoso escorte le vapeur Lucera d'Augusta à Tarente, le 9 janvier il est en patrouille au large de Tarente, les 21 et 28 du mois il effectue deux missions spéciales,. Au cours de la deuxième de ces missions, le 28 janvier 1944, le Ardimentoso récupère l'équipage du sous-marin Axum, perdu par échouage et sabordé lors d'une mission de raid le 28 décembre précédent.
Le 23 février, le navire escorte le convoi "AH 26" de Tarente à Augusta, le 26 mars le convoi "AH 27" d'Augusta à Tarente et le 4 mars le convoi "AH 28" sur le trajet inverse ; le 9 mars il escorte le croiseur Eugenio di Savoia d'Augusta à Tarente, tandis que les 10 et 13 mars il effectue deux missions de transfert entre Tarente et Augusta,. Les 19 et 25 mars et le 1er avril, trois autres missions spéciales ont eu lieu, mais la dernière a dû être reportée,.
Les 8, 12, 18 et 21 avril, le Ardimentoso escorte les convois "AH 35", "36", "37" et "38" entre Tarente et Augusta ; les 16 et 18 mai, l'unité effectue deux missions d'entraînement dans les eaux de Tarente, tandis qu'une autre mission spéciale a lieu le 22 mai,.
Le 27 mai, le torpilleur escorte un navire britannique de Tarente à La Valette, le lendemain à Messine, de là, le 30, à Syracuse, et enfin, le jour suivant, de retour à Tarente,. Le 9 juin, le Ardimentoso escorte le radeau à moteur MZ 784 de Tarente à Brindisi, puis, le lendemain, quitte Brindisi pour une mission spéciale,.. Les 12 et 20 juin, deux autres missions spéciales ont été effectuées, suivies, les 27 et 30 juin et les 7 et 10 juillet, de quatre missions d'escorte entre Tarente et Augusta pour les convois "AH 52", "53" et "54",.. La mission du 12 juin mérite une mention particulière : elle a quitté Brindisi à 14 heures. 20 avec le MZ 784, le Ardimentoso arrive vers minuit au large de Porto Palermo (Albanie), attend pendant que le radeau à moteur s'approche du rivage, met à terre un quart du matériel embarqué (le reste n'est pas déchargé à cause de la vue de quatre torpilleurs allemands) et récupère 56 soldats italiens, 63 anglais dont 6 officiers, 2 américains du service d'information et un albanais, qui avaient été transbordés sur le torpilleur à partir du 1h40. Les deux navires reviennent à Tarente à 17h35 le 13 juin.
Après s'être déplacé, le 15 juillet, à Augusta, le torpilleur effectue une longue série de missions d'escorte,:
- le 17 juillet d'Augusta à Naples au convoi "VN 53" ;
- le 18 juillet au même convoi de Naples à Piombino ;
- le 19 juillet à deux steamers américains de Piombino à Naples ;
- le 21 juillet de Naples à Augusta au convoi "NV 53" ;
- le 23 juillet pour convoyer le "RV" d'Augusta à Malte et vice-versa ;
- le 26 juillet d'Augusta à Naples au convoi "VN 55" ;
- le 31 juillet de Naples à Augusta pour le convoi "NV 55" ;
- le 2 août, retour au convoi RV d'Augusta à Malte et vice versa ;
- le 5 août au convoi "VN 57" d'Augusta à Naples ;
- le 6 août au même convoi de Naples à Piombino ;
- le 7 août pour convoyer le "NV 57" de Piombino à Naples ;
- le 11 août au convoi "VN 58" de Naples à Piombino ;
- le 12 août à un convoi allié de Piombino à Naples ;
- le 15 août de Naples à Augusta au convoi "NV 58" ;
- le 17 août à nouveau au convoi "RV" d'Augusta à Naples et retour ;
- le 20 août d'Augusta à Naples dans le convoi 'VN 60' ;
- le 21 août de Naples à Piombino au convoi "VN 60" ;
- le 22 août à un convoi allié de Piombino à Naples ;
- le 30 août au convoi "VN 61" de Naples à Augusta ;
- le 1er septembre aux convois "NKS 60" et "RV" d'Augusta à Malte et vice-versa ;
- le 5 septembre au convoi "VN 63" d'Augusta à Naples ;
- le 6 septembre au même convoi de Naples à Piombino.

Le 7 septembre, il effectue une mission de transfert de Piombino à Naples, puis il reprend l'activité d'escorte : le 11 septembre, le Ardimentoso escorte trois paquebots de Naples à Tarente, les 14 et 16 du mois, il effectue deux missions de transport de matériel de Tarente à Bari et de là à Ancône ; le 18 septembre, il retourne à Tarente et le 23, il effectue une mission d'entraînement,.
Le navire est ensuite resté inactif pendant plusieurs mois, ne reprenant le service qu'en mars 1945. Les 11 et 24 mars, en effet, il effectue deux missions d'entraînement dans les eaux de Tarente, puis, après s'être déplacée à Syracuse (25 mars), il escorte le 28 mars le cuirassé Duilio de Syracuse à Tarente et le cuirassé Doria sur le trajet inverse,. Le 30 mars, il retourne à Tarente et le 3 avril, il effectue une mission d'entraînement, puis il se rend à Brindisi le 14 du mois; deux missions de transport suivent (les 15 et 16 avril, de Brindisi à Ancône et vice-versa), puis une mission d'entraînement (19 avril) et deux autres missions de transport (les 25 et 26 avril, toujours entre Brindisi et Ancône),. Le 27 avril, le Ardimentoso retourne à Tarente; ses dernières missions pendant la Seconde Guerre mondiale consistent en trois missions d'entraînement dans les eaux de Tarente, le 30 avril et les 2 et 8 mai 1945,.
Au total, du 11 septembre 1943 au 8 mai 1945, le torpilleur a effectué 87 missions (42 d'escorte, 16 de transfert, 13 d'entraînement, 6 de transport, 9 de missions spéciales, une de patrouille), couvrant 31 224 milles nautiques (57 826 km),.
À la fin du conflit, le navire est employé dans des opérations de transport de matériel et de personnel et pour des activités de formation jusqu'à la fin de 1946, puis reste inactif à Venise.
Entre le 15 mai 1945 et le 30 novembre 1946, le Ardimentoso a effectué un total de 79 missions (18 de transfert, 22 d'entraînement ou d'exercices de différents types, 28 de transport - de pétrole et surtout de personnel, dont celui des équipages des cuirassés internés à Laghi Amari -, 4 de surveillance anti-contrebande de céréales, une d'escorte - du pétrolier Northia d'Ancône à Venise, le 31 juillet 1945 -, 4 d'autres types) couvrant au total 22 628 milles nautiques (41 907 km),.
Parmi ces missions, on peut compter celle d'approvisionnement en eau des îles Tremiti, effectuée le 12 juillet 1945, celle de recherche de trois radeaux à moteur à la dérive, effectuée dans les eaux de Messine le 29 octobre 1946, et le remorquage d'un bateau-phare au large de Venise, le 26 novembre de la même année,. Les deux dernières missions du Ardimentoso sous pavillon italien consistent en deux sorties avec des étudiants des cours IGP, les 28 et 30 novembre 1946, dans les eaux au large de Venise,.

## Cession à l'Union soviétique
Avec le traité de paix, le Ardimentoso est cédé à l'Union soviétique en compensation des dommages de guerre. Le traité prévoyait que le navire, comme les autres destinés à être remis, devait être remis dans un état opérationnel et donc en 1948, avant la remise, il a été remorqué à Naples pour subir quelques travaux,,.
La livraison des navires aux Soviétiques devait se faire en trois étapes, de décembre 1948 à juin suivant. Les unités principales étaient celles du premier et du deuxième groupe. Le Ardimentoso fait partie du deuxième groupe avec le Duca d'Aosta et les autres torpilleurs jumeaux Animoso et Fortunale. Pour tous les navires, la livraison devait avoir lieu dans le port d'Odessa, à l'exception du cuirassé et des deux sous-marins qui devaient être livrés dans le port d'Albanie de Vlora, car la Convention de Montreux ne permettait pas le passage par les Dardanelles de cuirassés et de sous-marins appartenant à des États enclavés dans la mer Noire. Tous les navires auraient été livrés au port d'Odessa, à l'exception du cuirassé et des deux sous-marins qui devaient être livrés au port albanais de Vlora, car la convention de Montreux ne permettait pas le passage par les Dardanelles de cuirassés et de sous-marins appartenant à des États n'ayant pas de débouché sur la mer Noire. Le transfert devait se faire avec des équipages civils italiens sous le contrôle de représentants soviétiques et avec des navires battant pavillon de la marine marchande, les autorités gouvernementales italiennes étant responsables des navires jusqu'à leur arrivée dans les ports où la livraison était prévue. Pour éviter tout sabotage éventuel, les navires des deux premiers groupes étaient conduits à leurs ports de destination sans munitions à bord, qui étaient ensuite transportées à destination par des cargos normaux,.
Le Ardimentoso, avec la marque Z 19 est livré à la marine soviétique, dans le port d'Odessa, le 28 février 1949.
Le commandement de l'unité est confié au capitaine de corvette Sergei Naletov et le navire, qui en attendant d'être livré a d'abord été rebaptisé Nepreklonnyj puis Bezzhalostnyi, après avoir rejoint la marine soviétique a pris le nom de Lutyj (en cyrillique Лютый) et, destiné à des tâches d'entraînement, a été encadré dans la 78e brigade d'entraînement.
Le 30 décembre 1954, le torpilleur est dépouillé de son armement, reclassé comme navire-cible et nommé CL 61. Fin avril 1958, il devient un navire-caserne et est rebaptisé PKZ 150,.
Le 31 octobre 1959, l'ancien Ardimentoso est désaffecté puis envoyé à la casse.